# 关天培
关天培（1781年1月8日—1841年2月26日），字仲因，号滋圃，江苏山阳县（今淮安市淮安区）人。鸦片战争中的清軍将領。

## 生平
關天培於1781年（乾隆四十六年）出生在江蘇山陽（今淮安）一個軍人家庭裏，自小耳濡目染，習兵練武，駕船航海。
1803年（嘉庆八年）考取武庠生，拔淮安城守營額外右營外委，後升左營把總、中營千總。後又歷任江南揚州營中軍守備、兩江督標中軍守備、外海水師奇營守備、江南蘇松鎮標左營遊擊、吳淞營參將、江南川沙營外海水師參將。1826年（道光六年），關天培押送漕米船1254艘自吳淞往天津，一路上排除萬難，逾百萬石漕糧完整運達。道光帝聞訊大喜，升其為江蘇太湖營內河水師副將；次年特旨補授江南蘇松鎮總兵。
1833年（道光十三年），署江南提督。1834年（道光十四年），發生律勞卑事件，廣東水師提督李增階因疏於防務、辦事不力而被革職，由關天培頂替。關到職後，致力完善廣州門戶虎門的防衛體系——加固炮台、增設火炮、構築障礙、添補兵勇、擬訂戰術。
1839年（道光十九年），林則徐任钦差大臣，奉旨到广东禁烟，并節制廣東水師。關天培全力支持，协助林禁烟、销烟。而損失慘重的英國開始採取武力報復，自此發動了數次進攻，都被關天培率水師擊敗，因而得到了道光帝的嘉許，賜號法福靈阿巴圖魯。
1841年（道光二十一年）1月7日，英軍攻陷虎門的第一重門戶大角、沙角兩炮台，參將陳連升父子壯烈犧牲，形勢變得危急。道光皇帝以督率無方為名，革去關天培的頂戴，令其帶罪立功。於是關天培與總兵李廷鈺分守靖遠、威遠兩砲臺，並典當衣物，每兵給銀兩元以安撫士兵、提升士氣。2月26日清晨，英艦向虎門各炮臺大舉炮擊，基本摧毀各炮臺作戰能力；之後英軍登陸圍攻炮臺，雙方展開肉搏戰；關天培同游擊麥廷章力守炮臺，最後兩人均傷重殉職，虎門因而淪陷。
第二天，關的隨從孫長慶返回戰場領回他已經被炮火燒焦的屍體，英艦伯蘭漢號鳴炮以示敬意。孫將其葬於淮安城東門外（今淮安區城東鄉南窯社區）。道光皇帝聞此噩耗，痛失將才，因而親作祭文，並對關天培優恤騎都尉兼一雲騎尉世職，諡忠節，入祀昭忠祠。另命地方官關照其年逾八十老母親的生活，「給銀米以養餘年」。其子從龍襲世職，官拜安徽候補同知。後又在虎門建立祀關天培專祠。1846年（道光二十六年）其子依關母遺囑，用朝廷所發的撫恤金和籌措的資金在縣東街建造了「關忠節公祠」。

## 参見
- 第一次鴉片戰爭
- 虎門炮台

## 延伸阅读
[在维基数据编辑]
 《清史稿·卷372》，出自趙爾巽《清史稿》
 在维基共享资源阅览影像